# Estat de Plateau
L'Estat de Plateau és un dels trenta-sis estats que formen la República Federal de Nigèria. La capital és Jos.

## Superfície i límits
Plateau té una extensió de 30.913 quilòmetres quadrats i limita al nord amb l'estat de Bauchi, a l'est i sud-est amb l'estat de Taraba, al sud amb el de Nasarawa i a l'oest amb l'estat de Kaduna.

## Història i formació territorial
Els britànics van iniciar activitats mineres a la zona el 1902, les quals no s'han aturat mai. Fou part de la província de Bauchi a la regió del Nord de Nigèria, però el 1926 es van segregar d'aquesta província les divisions de Jos i Pankshin per formar la província de Plateau. Les fronteres van canviar diverses vegades en els anys següents en funció dels grups ètnics que els britànics no volien dividir. El 1960 al proclamar-se la independència era una província de la Regió Nord de Nigèria. El 1967 les províncies de Benue i de Plateau van ser unides per formar l'estat de Benue-Plateau, en un moment en què es van formar un total de 12 estats. Benue-Plateau fou un dels estats més gran i quan el 1976 el general Yakubu Gowon va crear nous estats (un total de 19) l'estat de Benue-Plateau es va dividir en dos (Benue i Plateau). L'estat de Plateau el formava l'antiga província de Plateau. El 1996, sota el general Sani Abacha, es va segregar de l'estat un territori a l'oest que va formar l'estat de Nasarawa.

## Diversitat cultural i lingüística
Plateau és considerat un dels estats amb major diversitat cultural i lingüística de Nigèria. Les principals ètnies indígenes de l'estat són: Berom, Afizere, Amo, Anaguta, Aten, Bogghom, Buji, Chip, Fier, Gashish, Goemai, Irigwe, Jarawa, Jukun, Kofyar (amb els Doemak, Kwalla i Mernyang), Montol, Mushere, Mupun, Mwaghavul, Ngas, Piapung, Pyem, Ron-Kulere, Bache, Talet, Tarok i Youm. Es dediquen en majoria a l'agricultura i tenen similars formes de vida i tradicions culturals; altres grups procedeixen de fora de l'estat com els haussa, fulanis/kanuris, igbo, ioruba, ibibio, annang, efik, ijaw i bini (edos).
Cada grup ètnic té la seva pròpia llengua però el idioma comú és l'anglès que és l'oficial de l'estat (el haussa és també d'ús comú sobretot pel comerç). A l'estat es parlen 48 llengües minoritàries entre totes les quals tenen més de 100.000 parlants, destaquen les següents: Angas, Berom, Goemai (de la família de les llengües chadicas occidentals), Kofyar, Mwaghavul, Ron i Tarok. La majoria d'aquests idiomes està emparentada, en diferents graus, amb la llengua haussa.

## Conflictes entre musulmans i cristians
En estar situat a la zona central del país, en el límit entre els territoris de majoria cristiana i el nord musulmà, Plateau ha estat escenari de violents combats entre membres d'ambdues faccions. El 2010, aquests enfrontaments van deixar un saldo d'almenys 500 morts.

## Administració
Aquest estat se subdivideix internament en un total de disset Àrees de Govern Local:
| - Barkin-Ladi - Bassa - Bokkos - Jos-East - Jos-North - Jos-South - Kanam - Kanke - Langtang-North | - Langtang-South - Mangu - Mikang - Panshkin - Qua'an-Pan - Riyom - Shendam - Wase |

## Població
La població s'eleva a la xifra de 	3.178.712 persones (dades del cens de l'any 2006). La densitat poblacional és de cent dinou habitants per quilòmetre quadrat.